# Columbus (Nebraska)
Columbus település az Amerikai Egyesült Államok Nebraska államában, Platte megyében, melynek megyeszékhelye is. Lakosainak száma 24 028 fő (2020. április 1.).

## Népesség
A település népességének változása:

| 2010 | 22 111 |
| 2020 | 24 028 |